# Lamothe-Capdeville
Lamothe-Capdeville è un comune francese di 1 036 abitanti situato nel dipartimento del Tarn e Garonna nella regione dell'Occitania.

## Società

### Evoluzione demografica
Abitanti censiti